# Stefan Petrovski
Pour les articles homonymes, voir Petrovski.
Stefan Petrovski, né le 2 novembre 1991 à Koumanovo, est un coureur cycliste macédonien.

## Palmarès et résultats

### Par année
- 2011[1]
  -  Champion de Macédoine sur route
- 2012
  -  Champion de Macédoine sur route
  - 3e du championnat de Macédoine du contre-la-montre
- 2013
  - Cup of Macedonia Veles
  - Kitchevo-Prilep-Kitchevo
  - 3e du championnat de Macédoine du contre-la-montre
- 2014
  -  Champion de Macédoine sur route
  - 4e étape du Tour du Kosovo
  - Prologue et 3e étape du Tour d'Albanie
  - 3e du championnat de Macédoine de la montagne
- 2015
  -  Champion de Macédoine sur route
  -  Champion de Macédoine du contre-la-montre
  -  Champion de Macédoine de VTT cross-country[2]
  - Cup of Macedonia Veles
- 2017
  -  Champion de Macédoine sur route
- 2019
  - Trophy 11 October
  - 3e du championnat de Macédoine du Nord du contre-la-montre
  - 3e du championnat de Macédoine du Nord sur route
- 2022
  - 2e du championnat de Macédoine du Nord sur route
- 2023
  -  Champion de Macédoine du Nord sur route
- 2025
  -  Champion de Macédoine du Nord sur route

### Classements mondiaux
| Année           | 2015 |
| --------------- | ---- |
| UCI Europe Tour | 319e |